# Tàngara dominicana
La tàngara dominicana (Calyptophilus frugivorus) és un ocell de la família dels caliptofílids (Calyptophilidae).

## Hàbitat i distribució
Habita zones amb matolls dens, vegetació semiàrida, especialment a prop de l'aigua, a les terres baixes i turons de l'est de la Hispaniola a l'oest de la República Dominicana.